# Living in the Past
Living in the Past ("Viviendo en el pasado") es un álbum doble recopilatorio con mayoría de temas no provenientes de álbumes que reúne una serie de singles, caras B y temas inéditos hasta esa fecha del grupo inglés de rock progresivo Jethro Tull.
El álbum tomó su nombre del single homónimo, Living in the Past, publicado en 1969 e incluido, a su vez, en esta recopilación.
El disco se presentaba en una elaborado estuche que contenía un gran cuadernillo con más de 50 fotos de la banda (las posteriores reediciones en CD sólo incluyeron una pequeña parte de las mismas) y cuya cubierta ha pasado a ser una de las más famosas de la banda (junto a las de Aqualung y Thick as a Brick.
Además de los singles recopilados, dos temas, "By Kind Permission of" y "Dharma for One", fueron grabados en vivo en el Carnegie Hall, en una actuación el 4 de noviembre de 1970. El resto de los temas de esta actuación serían recogidos, años después, en el disco dos del box set The 25th Anniversary Boxed Set (1993).
Las diferencias en la elección de los temas publicados entre la versión británica y la estadounidense del disco dieron origen a nuevas versiones en CD, dependiendo del sitio de origen. Una reedición en CD de 1994 omitió varias canciones ("Bourée" y "Teacher", por ejemplo), para reducir la duración total y poder editarlo en un solo disco. También hay diferencias según los países de publicación.
Una nueva edición en dos discos de Mobile Fidelity Sound Lab contiene todas y cada una de las canciones del disco original, incluidas aquellas que fueron añadidas más tarde en distintas ediciones nacionales. 
El álbum llegó a alcanzar el tercer puesto en las listas de Billboard y fue disco de oro al poco de publicarse.
El tema que da nombre al disco fue el primer Top 40 de la historia de la banda en los Estados Unidos.
Por otra parte, el tema "Witch's Promise" había sido el primer single en estéreo de la historia, aunque el primer LP en estéreo había sido Sgt. Pepper's, de los Beatles, publicado antes.

## Puesto en las listas de éxitos
- Puesto en las listas de EE. UU.: 3.
- Puesto en las listas de UK: 13.

## Videoclips
En 1971, el grupo realizó un videoclip de "Life is a Long Song".
También existe un videoclip del tema "Sweet Dream" que, años después, los Tull incluirían en su vídeo de larga duración Slipstream (1980).

## Lista de temas

### Edición original en vinilo

#### Cara 1
| #  | Título               | Autor                                  | Interpretaciones | Tiempo | Año de grabación | Álbum del que procede |
| -- | -------------------- | -------------------------------------- | ---------------- | ------ | ---------------- | --------------------- |
| 1. | "A Song for Jeffrey" | (Ian Anderson)                         |                  | 3:20   | 1968             | This Was              |
| 2. | "Love Story"         | (Ian Anderson)                         |                  | 3:02   | 1968             |                       |
| 3. | "Christmas Song"     | (Ian Anderson)                         |                  | 3:05   | 1968             |                       |
| 4. | "Living in the Past" | (Ian Anderson)                         |                  | 3:20   | 1969             |                       |
| 5. | "Driving Song"       | (Ian Anderson)                         |                  | 2:39   | 1969             |                       |
| 6. | "Bourée"             | (Johann Sebastian Bach / Ian Anderson) |                  | 3:43   | 1969             | Stand Up              |

#### Cara 2
| #  | Título              | Autor          | Interpretaciones | Tiempo | Año de grabación | Álbum del que procede |
| -- | ------------------- | -------------- | ---------------- | ------ | ---------------- | --------------------- |
| 1. | "Sweet Dream"       | (Ian Anderson) |                  | 4:02   | 1969             |                       |
| 2. | "Singing All Day"   | (Ian Anderson) |                  | 3:03   | 1969             |                       |
| 3. | "Teacher"           | (Ian Anderson) |                  | 4:08   | 1969             |                       |
| 4. | "Witch's Promise"   | (Ian Anderson) |                  | 3:49   | 1969             |                       |
| 5. | "Inside"            | (Ian Anderson) |                  | 3:49   | 1970             | Benefit               |
| 6. | "Just Trying to Be" | (Ian Anderson) |                  | 1:36   | 1970             |                       |

#### Cara 3
| #  | Título                            | Autor                         | Interpretaciones | Tiempo | Año de grabación | Álbum del que procede |
| -- | --------------------------------- | ----------------------------- | ---------------- | ------ | ---------------- | --------------------- |
| 1. | "By Kind Permission of" (en vivo) | (John Evan)                   |                  | 10:11  | 1970             |                       |
| 2. | "Dharma for One" (en vivo)        | (Ian Anderson / Clive Bunker) |                  | 9:45   | 1970             | This Was              |

#### Cara 4
| #  | Título                | Autor          | Interpretaciones | Tiempo | Año de grabación | Álbum del que procede |
| -- | --------------------- | -------------- | ---------------- | ------ | ---------------- | --------------------- |
| 1. | "Wond'ring Again"     | (Ian Anderson) |                  | 4:12   | 1970             |                       |
| 2. | "Locomotive Breath"   | (Ian Anderson) |                  | 4:24   | 1970             | Aqualung              |
| 3. | "Life Is a Long Song" | (Ian Anderson) |                  | 3:18   | 1971             |                       |
| 4. | "Up the 'Pool"        | (Ian Anderson) |                  | 3:10   | 1971             |                       |
| 5. | "Dr. Bogenbroom"      | (Ian Anderson) |                  | 3:59   | 1971             |                       |
| 6. | "For Later"           | (Ian Anderson) |                  | 2:06   | 1971             |                       |
| 7. | "Nursie"              | (Ian Anderson) |                  | 1:38   | 1971             |                       |

### Edición de Mobile Fidelity Sound Lab

#### Disco 1
| #   | Título                         | Autor                                  | Interpretaciones | Tiempo |
| --- | ------------------------------ | -------------------------------------- | ---------------- | ------ |
| 1.  | "A Song for Jeffrey"           | (Ian Anderson)                         |                  | 3:20   |
| 2.  | "Love Story"                   | (Ian Anderson)                         |                  | 3:02   |
| 3.  | "Christmas Song"               | (Ian Anderson)                         |                  | 3:05   |
| 4.  | "Living in the Past"           | (Ian Anderson)                         |                  | 3:20   |
| 5.  | "Driving Song"                 | (Ian Anderson)                         |                  | 2:39   |
| 6.  | "Bourée"                       | (Johann Sebastian Bach / Ian Anderson) |                  | 3:43   |
| 7.  | "Sweet Dream"                  | (Ian Anderson)                         |                  | 4:02   |
| 8.  | "Singing All Day"              | (Ian Anderson)                         |                  | 3:03   |
| 9.  | "Teacher"                      | (Ian Anderson)                         |                  | 4:08   |
| 10. | "Witch's Promise"              | (Ian Anderson)                         |                  | 3:49   |
| 11. | "Inside"                       | (Ian Anderson)                         |                  | 3:49   |
| 12. | "Alive and Well and Living In" | (Ian Anderson)                         |                  | 2:45   |
| 13. | "Just Trying to Be"            | (Ian Anderson)                         |                  | 1:36   |

#### Disco 2
| #   | Título                            | Autor                         | Interpretaciones | Tiempo |
| --- | --------------------------------- | ----------------------------- | ---------------- | ------ |
| 1.  | "By Kind Permission of" (en vivo) | (John Evan)                   |                  | 10:11  |
| 2.  | "Dharma for One" (en vivo)        | (Ian Anderson / Clive Bunker) |                  | 9:45   |
| 3.  | "Wond'ring Again"                 | (Ian Anderson)                |                  | 4:12   |
| 4.  | "Hymn 43"                         | (Ian Anderson)                |                  | 3:17   |
| 5.  | "Locomotive Breath"               | (Ian Anderson)                |                  | 4:24   |
| 6.  | "Life Is a Long Song"             | (Ian Anderson)                |                  | 3:18   |
| 7.  | "Up the 'Pool"                    | (Ian Anderson)                |                  | 3:10   |
| 8.  | "Dr. Bogenbroom"                  | (Ian Anderson)                |                  | 3:59   |
| 9.  | "For Later"                       | (Ian Anderson)                |                  | 2:06   |
| 10. | "Nursie"                          | (Ian Anderson)                |                  | 1:38   |

### Reedición estadounidense en disco único
| #   | Título                            | Autor                         | Interpretaciones | Tiempo |
| --- | --------------------------------- | ----------------------------- | ---------------- | ------ |
| 1.  | "A Song for Jeffrey"              | (Ian Anderson)                |                  | 3:20   |
| 2.  | "Love Story"                      | (Ian Anderson)                |                  | 3:02   |
| 3.  | "Christmas Song"                  | (Ian Anderson)                |                  | 3:05   |
| 4.  | "Living in the Past"              | (Ian Anderson)                |                  | 3:20   |
| 5.  | "Driving Song"                    | (Ian Anderson)                |                  | 2:39   |
| 6.  | "Sweet Dream"                     | (Ian Anderson)                |                  | 4:02   |
| 7.  | "Singing All Day"                 | (Ian Anderson)                |                  | 3:03   |
| 8.  | "Witch's Promise"                 | (Ian Anderson)                |                  | 3:49   |
| 9.  | "Inside"                          | (Ian Anderson)                |                  | 3:49   |
| 10. | "Alive and Well and Living In"    | (Ian Anderson)                |                  | 2:45   |
| 11. | "Just Trying to Be"               | (Ian Anderson)                |                  | 1:36   |
| 12. | "By Kind Permission of" (en vivo) | (John Evan)                   |                  | 10:11  |
| 13. | "Dharma for One" (en vivo)        | (Ian Anderson / Clive Bunker) |                  | 9:45   |
| 14. | "Wond'ring Again"                 | (Ian Anderson)                |                  | 4:12   |
| 15. | "Hymn 43"                         | (Ian Anderson)                |                  | 3:17   |
| 16. | "Life Is a Long Song"             | (Ian Anderson)                |                  | 3:18   |
| 17. | "Up the 'Pool"                    | (Ian Anderson)                |                  | 3:10   |
| 18. | "Dr. Bogenbroom"                  | (Ian Anderson)                |                  | 3:59   |
| 19. | "For Later"                       | (Ian Anderson)                |                  | 2:06   |
| 20. | "Nursie"                          | (Ian Anderson)                |                  | 1:38   |

## Anecdotario
El inicio instrumental de "Just Trying to Be" se utilizó durante años como coletilla de Radio Nacional de España en la década de los setenta.